# Heftmaschine

Die Brehmersche Drahtheftmaschine

Heftmaschinen ersetzen in der modernen Buchbinderei die traditionelle Handheftung von Büchern mit und ohne der Heftlade. Die Bandbreite reicht dabei von kleinen handbetriebenen Automaten zu vollautomatischen Heftanlagen, die im Rahmen von sogenannten „Buchstraßen“ zum Einsatz kommen.

## Geschichte
Schon seit Beginn des 19. Jahrhunderts wurde unabhängig voneinander in verschiedenen Ländern versucht, die Tätigkeit des Heftens zu maschinisieren und so von der manuellen Arbeit an der Heftlade zu lösen. Meistens blieben diese Versuche jedoch erfolglos und konnten sich daher auf dem noch jungen Markt nicht durchsetzen.

### Die ersten Drahtheftmaschinen
1875 kam die erste brauchbare Drahtheftmaschine auf den Markt. Ihre Konstruktion war eine Innovation, denn bisher kannte man lediglich die Fadenheftung. Ihr Erfinder, der Lübecker Hugo Brehmer hatte sich zuvor jahrelang in Amerika mit der Konstruktion von Maschinen zur Faltschachtelherstellung beschäftigt. In diesem Zusammenhang entwickelte er zum ersten Mal ein Gerät auf der Basis von Drahtheftung. Seine Idee, eine solche Bindung auf die Buchherstellung zu übertragen, erwies sich als voller Erfolg. Die Nachfrage in der Buchbinderei war groß, obwohl sich die Maschine nur für die Massenproduktion eignete, da sie bei jeder Formatänderung neu justiert werden musste. Ihre Schnelligkeit und die Qualität der Heftung waren aber so überzeugend, dass sich an der Konstruktion zunächst nichts änderte, sie im Gegenteil sogar von anderen Firmen übernommen wurde. Mit der Zeit kamen kleinere und billigere Maschinen hinzu, auch solche für den Handbetrieb, die mit Pedalkraft arbeiteten und in Kleinbetrieben zum Einsatz kamen. Trotz des Erfolgs wurden schnell die Nachteile der Drahtheftung, das Rosten und Brüchigwerden der Klammern, deutlich, weshalb man parallel weiterhin an einer maschinellen Lösung für die traditionelle Fadenheftung arbeitete.

### Das Aufkommen von Maschinen für die Fadenheftung

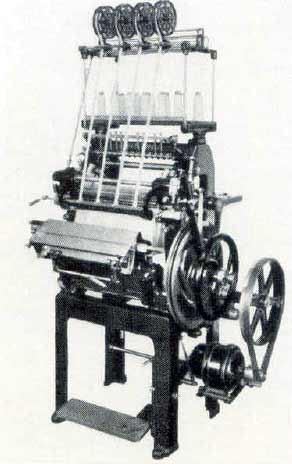
Fadenheftmaschine um 1890

Aufgrund der schon lange andauernden Versuche, kann das Prinzip der Fadenheftung nicht eindeutig einem bestimmten Erfinder zugeordnet werden. Als am rührigsten in der Entwicklung zeigten sich die Amerikaner und Engländer, die sich unter anderem an der von Isaac Singer erfundenen Nähmaschine orientierten. Die ersten funktionierenden Maschinen eigneten sich jedoch nur für die einlagige Broschur, da der Faden nach der Heftung jeder Lage durchtrennt wurde. 1856 entwarf der Amerikaner David M. Smyth eigens für den New Yorker Verlag Appleton & Co eine neuartige Fadenheftmaschine. Nach einer langen Testphase entschied er sich in den 1880er Jahren dazu, seine Erfindung öffentlich zu machen. Weil die Heftung in ihrer Festigkeit jedoch noch nicht mit der der Handheftung mithalten konnte, war seinem Modell kein großer Erfolg beschieden. Auch hier zeigte sich die Firma Brehmer wieder wegweisend. Sie brachte eine Fadenheftmaschine auf den Markt, die gut angenommen wurde und als haltbar in der Bindung galt. Auch dieses Modell wurde bald in verschiedenen Größen für verschiedene Bedürfnisse angeboten. Für den Kleinbetrieb lohnte sich eine Anschaffung aufgrund des hohen Anschaffungspreises aber noch nicht. Andere Firmen leisteten jedoch mit kleinen Apparaten für den Handbetrieb schnell Abhilfe.

### Die Entwicklung der Maschinenheftung bis heute
Trotz dieser Erfolge nach der Jahrzehnte andauernden Entwicklungsphase, blieb die Handheftung noch lange der, sowohl von Klein- als auch von Großbetrieben eingeschlagene, goldene Weg, eine dauerhafte qualitätsvolle Bindung zu erreichen. Erst in den 1930er Jahren änderte sich dieser Zustand entscheidend. Die ersten störungsfreien und erschwinglichen Fadenheftmaschinen eroberten den Markt. Heute ist die Heftlade weitgehend von der Heftmaschine abgelöst. Kleine Betriebe arbeiten mit handbetriebenen Maschinen, mittlere setzen halbautomatische Fabrikate ein und Großbetriebe können auf vollautomatisierte Heftanlagen zurückgreifen. Die Drahtheftung wird heute hauptsächlich noch in der Druckweiterverarbeitung eingesetzt.

## Funktionsweise von modernen Fadenheftmaschinen
Fadenheftmaschinen mit Handbedienung erfordern die Mitarbeit und Überwachung des Buchbinders bei jeder einzelnen Lage. Diese muss zunächst geöffnet an den Anschlag gelegt und im Anschluss jeder Heftvorgang einzeln durch das Treten eines Pedals ausgelöst werden. Die Maschine selbst befördert die Lage schließlich ein Stück weiter und schafft Platz für die nächste. Halbautomatische Maschinen dagegen sind dazu fähig, einen ganzen Stoß von angelegten Lagen selbstständig zu transportieren und zu heften. Der Einsatz von vollautomatischen Maschinen lohnt sich lediglich für große Mengen gleichartig zu bindender Bücher. Die Lagen werden hierbei wie auch bei den Fadenheftmaschinen mit Handanlage geöffnet, vernäht und wieder geschlossen. Die gefalzten Bögen werden entweder durch mehrere gegenüberliegende Sauger (Saugeröffnung) oder durch einen oder mehrere Keile (Schwertöffnung) mit entsprechenden Führungsstangen geöffnet. Eine Kombination beider Öffnungsprinzipien ist auch möglich.
Diese Maschinen verfügen über optische Sensoren, welche garantieren, dass die Seiten (Signaturen oder Falzbögen) in der richtigen Reihenfolge zu einem Buch verheftet werden. Diese Sensoren können im Magazin den Bogen von außen oder auf dem Hilfssattel von innen oder von außen kontrollieren. Die Kontrolle von innen hat den Vorteil, dass die Maschine erkennt, ob der richtige Falzbogen auch in der Mitte geöffnet wurde. Bei der Kontrolle von außen kann, mittels eines Dickenmesssensors, die mittige Öffnung des Falzbogens kontrolliert werden. Wurde ein falscher Falzbogen erkannt, hat der Bediener die Möglichkeit, diesen vor dem Vernähen zu entfernen und durch einen richtigen Falzbogen zu ersetzen.
Ein neuer Trend geht zu Maschinen, bei denen die Fadenheftmaschine mit Zusammentragmaschine und Falzapparat kombiniert wird. Dies ist besonders von Bedeutung bei kleineren Auflagen im Book-on-Demand-Bereich.